# Saundersmöwe
Die Saundersmöwe (Saundersilarus saundersi, Syn.: Chroicocephalus saundersi, Larus saundersi) oder Kappenmöwe ist eine kleine, schwarzköpfige Möwenart, die an den Küsten des östlichen Chinas beheimatet ist. Das Artepitheton ehrt den britischen Ornithologen Howard Saunders. Der Weltbestand ist mit geschätzten 3500–4500 Brutpaaren klein und im Rückgang begriffen, die Lebensräume sind durch zunehmende, intensive Nutzung bedroht. Die Art wird von der IUCN daher als gefährdet (“vulnerable”) angesehen.

## Beschreibung
Die Saundersmöwe ist mit 30–33 cm Körperlänge etwas größer als eine Zwergmöwe. Die Flügellänge liegt zwischen 268 und 297 mm. Der Kopf wirkt sehr rund; der Schnabel ist relativ kurz und breit mit einer charakteristisch herabgebogenen Spitze. Im Flug wirkt der Körper kurz und oval, die Flügel lang und spitz, der Schwanz schmal. Oft werden die Flügel etwas angewinkelt gehalten. Der Flug ist seeschwalbenartig, von der Form erinnert die Art ein wenig an die Rosenmöwe. Die Geschlechter unterscheiden sich nicht. Die Art ist im zweiten Lebensjahr ausgefärbt.
Im Brutkleid zeigen adulte Vögel eine schwarze Kappe, zu der die weißen Lider kontrastieren, die U-förmig das hintere Auge umrahmen. Der Schnabel ist schwarz; die Beine und Füße sind sehr dunkel rot. Nacken, Unterseite, Bürzel und Steuerfedern sind weiß. Die Oberseite zeigt ein helles, bläuliches Grau. Das Handflügelmuster erinnert an das der Zwergmöwe, jedoch ist die äußerste Handschwinge meist komplett weiß; manchmal ist die Innenfahne schwarz. Die folgenden vier Handschwingen zeigen schwarze Subterminalfelder; bei den mittleren reicht das schwarz etwas weiter herauf und erzeugt ein streifiges Muster. Auf dem Armflügel ist ein relativ breiter, weißer Spitzensaum vorhanden. Von unten wirkt der äußere Handflügel weiß, die mittlere Partie des Handflügels schwarz.
Im Winterkleid ist der Kopf bis auf einen großen schwarzen Ohrfleck und zwei bräunlich oder grau durchsetzten Querstreifen auf dem Scheitel weiß.
Bei Vögeln im ersten Winter findet sich eine schmale, schwarze Schwanzbinde, die sich im folgenden Sommer aufhellt. Der Oberflügel zeigt auf den kleinen Armdecken einen braunen Streifen, der sich im Bereich des Handgelenks deutlich verbreitert. Die großen und mittleren Armdecken bilden aufgrund brauner Subterminalfelder und heller Spitzensäume zwei eher unauffällige Bänder. Das der großen Armdecken setzt sich auf den Handdecken fort. Auf diesen finden sich zudem schwarze Federbasen. Auch der Fittich ist überwiegend schwarz. Die schwarze Flügelspitze zeigt aufgrund von weißen Innenfahnen der Handschwingen ein Streifenmuster, die Spitzen der äußeren Handschwingen sind schwarz. Über die inneren Handschwingen und die Armschwingen zieht sich ein unterbrochenes Band aus breiten, schwarzen Subterminalfeldern. Diese sind auf den inneren Armschwingen am kräftigsten. Der Hinterrand des Armflügels ist breit weiß.
Der Kopf ist im ersten Winter ähnlich wie bei adulten Vögeln gefärbt; jedoch ist die Scheitelfärbung weniger ausgeprägt. Im zweiten Sommer bildet sich schon ansatzweise die schwarze Kopfkappe. Diese ist jedoch im Gesicht noch stark von Weiß durchsetzt. Die braunen und schwarzen Partien auf dem Flügel treten stark zurück.

## Stimme
An stimmlichen Äußerungen wird ein hartes, seeschwalbenähnliches kip sowie ein tschao beschrieben, das an Rufe der Chlidonias-Arten erinnert.

## Verbreitung und Bestand
Die Brutplätze der Saundersmöwe wurden erst 1984 entdeckt, sie liegen in Salzwiesen und an Flussmündungen im östlichen China. Die Brutverbreitung umfasst die küstennahen Gebiete am nördlichen Teil des Gelben Meeres in den chinesischen Provinzen Shandong (200 Brutpaare), Hebei (25 Bp.), Liaoning (600–700 Bp.) und Jiangsu (300–750 Bp.). Zwei Brutnachweise gab es in den 1990er Jahren in Südkorea; möglicherweise gibt es auch Brutvorkommen in Nordkorea.
Die Art war früher im südöstlichen China sehr zahlreich. Nach einem bedeutenden Rückgang wird der Weltbestand heute auf 3500–4500 Brutpaare oder 7100–9600 Individuen geschätzt. Es sind sieben Kolonien bekannt, von denen die bedeutendsten im Yancheng-Naturreservat in Jiangsu und im Naturschutzgebiet Shuangtai Hekou National Nature Reserve in Liaoning liegen. Im Oktober 2001 wurden in letzterem Gebiet 1317 Vögel gezählt. Alle Kolonien sind von intensiver Nutzung, vor allem durch Öl- und Salzgewinnung sowie Garnelenzucht, bedroht. Hinzu kommen Verschmutzung durch Öl und Industrieabwässer. Ferner ist die Art stark von anderen menschlichen Störungen wie dem Absammeln der Eier betroffen, was sich auf den Bruterfolg niederschlägt. Auch die Lebensräume in den Winterquartieren sind durch verstärkte Nutzung der Gezeitenzone und Ausbreitung menschlicher Siedlungen bedroht.

## Wanderungen
Über das Wanderverhalten der Art ist wenig bekannt. Sie zieht nach Osten und Süden und ist dann südwestwärts bis Hainan und Nordvietnam zu finden, ostwärts bis Korea und Südjapan mit einzelnen Nachweisen im mittleren Honshū. Die Winterbestände sind im Dezember am umfangreichsten, im späten März nehmen sie rapide ab. Die größten Ansammlungen finden sich mit bis zu 2000 Vögeln im Yancheng-Naturreservat, wo die Art auch brütet, und mit 1000 Individuen in Kyushu.

## Lebensweise
Die Lebensweise der Saundersmöwe ist weitgehend unbekannt. Die Art brütet vorwiegend in Salzwiesen, die von Soden dominiert werden, seltener an küstennahen Binnengewässern. Ihre Nahrung sucht sie vermutlich vorwiegend in der Gezeitenzone. Sie besteht vermutlich aus Krustentieren und kleinen Fischen. Das Gelege besteht meist aus 3, seltener aus 1–6 Eiern, wobei Gelege mit mehr als fünf Eiern vermutlich meist von zwei Weibchen stammen.